# Engelbrektsgatan, Göteborg
För Engelbrektsgatan i Stockholm eller Örebro, se Engelbrektsgatan
Engelbrektsgatan är en cirka 1,3 kilometer lång gata i Göteborg som går från Heden, förbi Lorensberg och fram till Vasastaden. Gatan namngavs 1882 till minne av Engelbrekt Engelbrektsson.
Vid Engelbrektsgatan återfinns bland annat Vasakyrkan med Vågens tjusning.
I 55:e kvarteret Glimmingehus, det som idag motsvaras av Engelbrektsgatan 34 A-C, låg Göteborgs ridhus 1881–1934. Det nya ridhuset i Böö togs i bruk den 31 oktober 1937.